# Пруден
Пруден Санчес (ісп. Pruden Sánchez, 1 грудня 1916, Бабілафуенте — 25 лютого 1998, Мадрид) — іспанський футболіст, що грав на позиції нападника, зокрема, за «Атлетіко Авіасьйон», «Саламанку» та «Реал Мадрид».
Чемпіон Іспанії, дворазовий володар Кубка Іспанії, найкращий бомбардир Ла-Ліги в сезоні 1940/41.

## Ігрова кар'єра
У дорослому футболі дебютував 1934 року виступами за команду клубу «Саламанка», в якій провів шість сезонів. 
Сезон 1940/41 відіграв у складі столичного «Атлетіко Авіасьйон», у складі якого став чемпіоном Іспанії. Особистим внеском нападника у цей тріумф стали 33 голи у 22 матчах першості, які також дозволили йому здобути Трофей Пічічі як найкращому бомбардиру сезону Ла-Ліги.
Утім вже 1941 року повернувся до «Саламанки», а за два роки став гравцем клубу «Реал Мадрид». Відіграв за королівський клуб наступні п'ять сезонів своєї ігрової кар'єри. У складі мадридського «Реала» був одним з головних бомбардирів команди, маючи середню результативність на рівні 0,72 голу за гру першості. За цей час додав до переліку своїх трофеїв два титули володаря Кубка Іспанії.
Протягом 1948—1949 років захищав кольори команди клубу «Реал Сарагоса».
Завершив ігрову кар'єру у нижчоліговому мадридському «Плюс Ультра», за команду якого виступав протягом 1949—1953 років.
Помер 25 лютого 1998 року на 82-му році життя у Мадриді.

## Титули і досягнення

### Командні
- Чемпіон Іспанії (1):

«Атлетіко Авіасьйон»: 1940/41
- Володар Кубка Іспанії (2):

«Реал Мадрид»: 1946, 1947
- Володар Кубок чемпіонів Іспанії (1):

«Атлетіко Авіасьйон»: 1940

### Особисті
- Найкращий бомбардир Ла-Ліги: 1940/41 (30 голів)